# Phanerotoma gracilis
Phanerotoma gracilis är en stekelart som beskrevs av Vladimir Ivanovich Tobias 1970. Phanerotoma gracilis ingår i släktet Phanerotoma och familjen bracksteklar. Inga underarter finns listade i Catalogue of Life.